# Sparidentex hasta
Genre
Espèce
Statut de conservation UICN

 LC  : Préoccupation mineure
Le Spare sobaity (Sparidentex hasta) est une espèce de poissons marins appartenant à la famille des Sparidae. C'est la seule espèce du genre Sparidentex.